# 國家海軍辦公室 (德意志帝國)
國家海軍辦公室（德語：Reichsmarineamt，常簡稱「海軍辦公室」）是德意志帝國的一個海軍機關，存在於1889年至1919年間，與德國海軍的另外三大權力機關——「海軍總監」、「海軍參謀本部」和「海軍內閣」平起平坐，直屬於德國皇帝，最高首長為「海軍大臣」（或又譯作「海軍辦公室國務秘書」）。「國家海軍辦公室」負責海軍的組織、指揮和物質保障，在戰時不直接指揮海上作戰。
戰爭結束後，「國家海軍辦公室」遭廢除，由「海軍指揮部」取而代之。

## 歷任國務秘書
| 任次 | 肖像                                          | 海軍國務秘書                                      | 就职          | 离职          | 任职时间    |
| ---- | --------------------------------------------- | ------------------------------------------------- | ------------- | ------------- | ----------- |
| 1    | 卡爾·愛德華·海胡斯納爾（德语：Karl Eduard Heusner）              | 卡爾·愛德華·海胡斯納爾 （1843–1891）              | 1889年4月1日  | 1890年4月23日 | 1年又22天   |
| 2    | 弗里德里希·馮·霍爾曼（德语：Friedrich von Hollmann）                | 弗里德里希·馮·霍爾曼 （1842–1913）                | 1890年4月23日 | 1897年6月15日 | 7年又53天   |
| 3    | 阿爾弗雷德·馮·鐵必制                          | 阿爾弗雷德·馮·鐵必制 （1849–1930）                | 1897年6月18日 | 1916年3月15日 | 18年又271天 |
| 4    | 愛德華·馮·卡佩勒（德语：Eduard von Capelle）                    | 愛德華·馮·卡佩勒 （1855–1931）                    | 1916年3月15日 | 1918年9月     | 約2年6個月  |
| 5    | 保羅·貝恩克                                   | 保羅·貝恩克 （1869–1937）                         | 1918年9月     | 1918年10月5日 | 約1個月     |
| 6    | 恩斯特·卡爾·奧古斯特·克萊門斯·馮·曼（德语：Ernst Karl August Klemens von Mann） | 恩斯特·卡爾·奧古斯特·克萊門斯·馮·曼 （1864–1934） | 1918年10月5日 | 1919年2月13日 | 約4個月     |
| 7    | 馬克西米連·羅吉（德语：Maximilian Rogge）                     | 馬克西米連·羅吉 （1866–1940）                     | 1919年2月13日 | 1919年7月15日 | 約5個月     |